# Megachile apicipennis
Megachile apicipennis là một loài Hymenoptera trong họ Megachilidae. Loài này được Schrottky mô tả khoa học năm 1902.